# NGC 2427
NGC 2427 è una galassia a spirale (barrata?) situata nella costellazione della Poppa, a una distanza di circa 35 milioni di anni luce dalla nostra Via Lattea.

## Scoperta
La galassia è stata scoperta il 1 marzo 1835 dall'astronomo britannico John Herschel.

## Descrizione

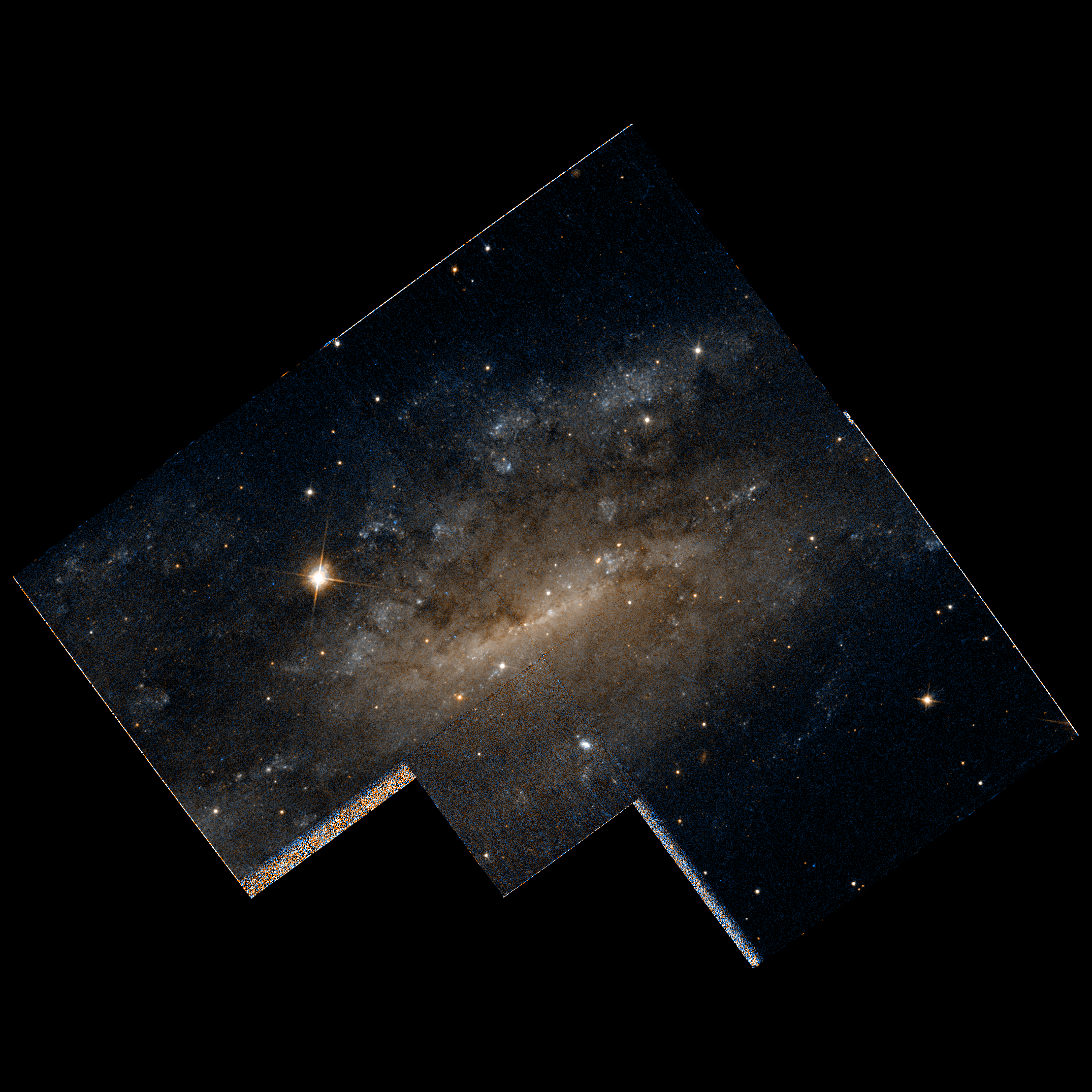
NGC 2427 ripresa dal Telescopio spaziale Hubble.

NGC 2427 ha una classe di luminosità IV-V e presenta una larga riga a 21 cm dell'idrogeno neutro.
Nella galassia sono presenti anche regioni di idrogeno ionizzato.

## Gruppo di NGC 2427
NGC 2427 assieme a NGC 2502, PGC 21293 (ESO 208-21), PGC 21466 (ESO 208-33) e PGC 22338 (ESO 209-9) costituisce il Gruppo di NGC 2427.